# Xavier Margairaz
Xavier Margairaz (Rances, Vaud kanton, 1984. január 7. –) svájci válogatott labdarúgó, jelenleg a Servette játékosa. Posztját tekintve középpályás.
A svájci válogatott tagjaként részt vett a 2006-os világbajnokságon.

## Sikerei, díjai
FC Zürich
- Svájci bajnok (3): 2005–06, 2006–07, 2008–09
- Svájci kupagyőztes (1): 2004–05